# Isabelle Pieman
Isabelle Pieman, née le 28 septembre 1983 à Bruxelles, est une patineuse artistique belge.

## Biographie

### Carrière sportive
Isabelle Pieman participe aux Jeux olympiques d'hiver de 2010 à Vancouver et se classe à la 25e place du programme court.
Elle est sacrée championne de Belgique en 2007, 2010 et 2012.

## Palmarès
| Compétition              | 2002 | 2003 | 2004 | 2005 | 2006 | 2007 | 2008 | 2009 | 2010 | 2011 | 2012 | 2013 | 2014 |
| Jeux olympiques d'hiver  |      |      |      |      |      |      |      |      | 25e  |      |      |      |      |
| Championnats du monde    |      |      |      |      |      | 34e  |      | 40e  | F    |      | 26e  |      |      |
| Championnats d'Europe    |      |      |      | 36e  |      | 32e  |      | 24e  | 33e  |      | 19e  |      |      |
| Championnats de Belgique | 5e   | 6e   | 3e   | 3e   | F    | 1re  | 3e   | 2e   | 1re  | F    | 1re  | 2e   | 2e   |
| Légende : F = Forfait    |      |      |      |      |      |      |      |      |      |      |      |      |      |